# Planetella cornifex
Planetella cornifex är en tvåvingeart som först beskrevs av Jean-Jacques Kieffer 1898.  Planetella cornifex ingår i släktet Planetella och familjen gallmyggor. Inga underarter finns listade i Catalogue of Life.